# Cyanea maritae
Cyanea maritae är en klockväxtart som beskrevs av Thomas G. Lammers och H.Oppenh.. Cyanea maritae ingår i släktet Cyanea, och familjen klockväxter. Inga underarter finns listade i Catalogue of Life.